# Silly Really
Silly Really är en singel av Per Gessle och är den första singeln från hans studioalbum Party Crasher. Singeln släpptes den 29 oktober 2008, men låten hade världspremiär redan den 24 oktober 2008, och det var Rix FM som fick äran att ha premiären i morgonprogrammet Rix Morronzoo. Två dagar efter singelsläppet toppade singeln den svenska singellistan.
Den 7 december 2008 gick låten in på Svensktoppen, där den låg över årsskiftet 2008-2009.

## Singeln

### Låtlista
1. "Silly Really"
2. "I Didn't Mean To Turn You On"

### Listplaceringar
| Lista (2008) | Position |
| ------------ | -------- |
| Sverige      | 1        |